# خواكيم فابر
خواكيم فابر (بالألمانية: Joachim Faber)‏ هو محامي ألماني، ولد في 10 مايو 1950 في غيسن في ألمانيا.

## وصلات خارجية
- خواكيم فابر على موقع مونزينجر (الألمانية)